# Филомат (часопис)
Филомат је научни часопис који излази од 1993. године и бави се математичким и рачунарским наукама.

## О часопису

### Историјат
Часопис Филомат је почео да излази 1993. године као наставак публикације Зборник радова Филозофског факултета у Нишу, Серија Математика (ISSN 0353-1325) који је излазио у периоду од 1987. до 1992. године.

### Периодичност излажења
У периоду од 1993. до 2013. године периодичност се мењала, а од 2014. године излази најмање 10 бројева годишње. У 2022. години објављено је 20 бројева.
Импакт фактор фасописа у 2021. је 0.988. 

## Уредници
- Љубиша Кочинац (1987-2001)
- Владимир Ракочевић (2001- )
- Драган С. Ђорђевић (2014- )

## Аутори прилога
Аутори прилога су еминентни истраживачи из земље и иностранства

## Теме
- Математичке науке
- Компјутерске науке

## Електронски облик часописа
Од 2000. године часопис има и своје онлајн издање (ISSN 2406-0933).

## Индексирање у базама података
- Web of Science
- doiSerbia
- Journal Citation Reports (JCR)